# Amadu Ali (Fußballspieler)
Amadu Missi Ali (* 10. Mai 1988 in Blantyre) ist ein malawischer Fußballspieler auf der Position eines Torwarts. Zwischen 2010 und 2011 kam er in nachweislich zumindest vier Länderspielen der malawischen Fußballnationalmannschaft zum Einsatz.

## Vereinskarriere
Amadu Ali wurde am 10. Mai 1988 in der Stadt Blantyre im Süden Malawis geboren. Dort spielte er bis 2010 für den Erstligisten Mighty Tigers und wechselte danach zu den Silver Strikers nach Lilongwe. In der malawischen Hauptstadt feierte er auch seine größten Erfolge als Fußballspieler und wurde mit der Mannschaft einmal Vizemeister (2010/11) sowie zweimal Meister (2011/12 und 2012/13). In dieser Zeit schaffte er auch den Sprung in die malawische Fußballnationalmannschaft. Ab der Saison 2013/14 trat er für die Kamuzu Barracks, einen weiteren Erstligisten aus seiner Geburtsstadt Blantyre, in Erscheinung und konnte zumindest noch 2016 einen weiteren Meistertitel gewinnen. Auf der seit 2013 bestehenden Nachrichtenseite Malawi24 scheint Ali zuletzt 2017 als Spieler der Kamuzu Barracks auf. Danach verläuft sich seine Spur.

## Nationalmannschaftskarriere
Sein nachweislich erstes Länderspiel für sein Heimatland absolvierte Ali am 17. November 2010 in einem Freundschafts- bzw. Vorbereitungsspiel auf den wenige Tage später anstehenden CECAFA-Cup 2010 gegen Ruanda. Das Spiel endete in einem 2:1-Sieg der Malawier. Beim nachfolgenden Turnier in Daressalam in Tansania kam der Torhüter im ersten Gruppenspiel gegen Kenia (3:2-Sieg) und im zweiten Gruppenspiel gegen Uganda (1:1-Remis) zum Einsatz. Im dritten Spiel der Gruppe C gegen Äthiopien erhielt der gleichaltrige Simplex Nthala den Vorzug. Zwei Monate nach dem Turnier kam Ali bei einem 2:1-Auswärtssieg über Namibia im Sam-Nujoma-Stadion zum Einsatz. Danach schien er laut national-football-teams.com in keinen offiziellen Länderspielen mehr auf.

## Erfolge
mit den Silver Strikers
- 1× Vizemeister: 2010/11
- 2× Meister: 2011/12 und 2012/23

mit den Kamuzu Barracks
- 1× Meister: 2016